# شهرستان چهارباغ
شهرستان چهارباغ یکی از شهرستان‌های استان البرز ایران است.
این شهرستان در تاریخ ۱۶ آذر ۱۳۹۹ به تصویب دولت رسید.

## تقسیمات کشوری
شهرستان چهارباغ شامل ۲ بخش، ۴ دهستان و ۱ شهر به شرح زیر است:

### شهرستان چهارباغ
| بخش    | مرکز بخش | جمعیت بخش ۱۳۹۵ | نام دهستان     | مرکز دهستان    | جمعیت دهستان ۱۳۹۵ | شهر           | جمعیت شهر ۱۳۹۵ |
| ------ | -------- | -------------- | -------------- | -------------- | ----------------- | ------------- | -------------- |
| مرکزی  | چهارباغ  | ۵۵٬۸۳۸ نفر     | چهاردانگه      | سنقرآباد       | ۳٬۸۱۸ نفر         | چهارباغ       | ۴۸٬۸۲۸ نفر     |
| مرکزی  | چهارباغ  | ۵۵٬۸۳۸ نفر     | عرب آباد افشار | عرب آباد افشار | ۳٬۱۹۲ نفر         | چهارباغ       | ۴۸٬۸۲۸ نفر     |
| رامجین | رامجین   | ۲۱٬۵۷۱ نفر     | رامجین         | رامجین         | ۱۴٬۴۰۶ نفر        | ************* | *************  |
| رامجین | رامجین   | ۲۱٬۵۷۱ نفر     | اغلان تپه      | اغلان تپه      | ۷٬۱۶۵ نفر         | ************* | *************  |

## جمعیت
براساس سرشماری مرکز آمار ایران در سال ۱۳۹۵، جمعیت شهرستان چهارباغ برابر با ۷۷٬۴۰۹ نفر بوده است.